# Rineloricaria anhaguapitan
Rineloricaria anhaguapitan es una especie de peces de la familia Loricariidae en el orden de los Siluriformes.

## Morfología
Los machos pueden llegar alcanzar los 12,7 cm de longitud total.

## Distribución geográfica
Se encuentra en el río Uruguay en Brasil.